# Alexander Bernhardsson
Alexander Olof Bernhardsson (* 8. September 1998 in Göteborg) ist ein schwedischer Fußballspieler. Der bei Holstein Kiel unter Vertrag stehende Stürmer debütierte 2023 in der schwedischen Nationalmannschaft.

## Sportlicher Werdegang
Bernhardsson entstammt der Jugend des Partille IF, im Alter von zwölf Jahren wechselte er zum Jonsereds IF. Dort debütierte er im Erwachsenenbereich, ehe er sich 2018 dem seinerzeitigen Viertligisten Sävedalens IF anschloss. Hier blieb er nur eine Spielzeit, nach 19 Ligaspielen – davon 16 in der Startformation – mit vier Saisontoren zog er zum Göteborger Klub Örgryte IS in die zweitklassige Superettan weiter. Auch hier etablierte er sich schnell als Stammspieler, im Laufe der Zweitliga-Spielzeit 2019 kam er zu neun Torbeteiligungen. Bereits im Sommer verlängerte er seinen Vertrag beim Traditionsverein bis Ende 2021.
Nachdem Bernhardsson in seiner ersten Zweitligaspielzeit direkt auf sich aufmerksam gemacht hatte, wechselte er nach Saisonende zu IF Elfsborg in die Allsvenskan und unterzeichnete einen Fünf-Jahres-Vertrag beim sechsfachen Meister. Auf ein schnelles Debüt in der höchsten Spielklasse musste er jedoch verzichten, nach mehreren Knieverletzungen setzte er die komplette Spielzeit 2020 aus. Im Mai 2021 debütierte er beim 2:0-Sieg über IK Sirius in der schwedischen Beletage, als er für Jeppe Okkels eingewechselt wurde, dabei erzielte er auch sein erstes Erstligator. Während er im Verlauf der Spielzeit 2021 vornehmlich als Einwechselspieler Spielzeit sammelte, etablierte er sich in der Folge zunehmend als Stammkraft. Dabei glänzte er mit sieben Treffern bei 26 Ligaspielen – 16 Mal noch als Einwechselspieler – als regelmäßiger Torschütze, so dass er im Januar 2023 in der Nationalelf debütierte. Beim 2:0-Sieg über die Nationalmannschaft Finnlands gehörte er zur Startelf und spielte 90 Minuten. Am dritten Spieltag der Spielzeit 2023 erzielte er beim 5:0-Erfolg über IF Brommapojkarna drei Tore, ehe er nach einer im April gegen Degerfors IF zugezogenen erneuten Verletzung längere Zeit im Frühjahr pausieren musste. Nach seiner Rückkehr kämpfte er sich wieder in die Startelf. Im September zog er sich abermals eine zunächst als langfristig erachtete Verletzung zu, konnte aber im Saisonendspurt wieder unterstützen. Bis vor dem letzten Spieltag stand der Klub an der Tabellenspitze, am vorletzten Spieltag war ihm dabei beim 2:1-Auswärtssieg beim IFK Göteborg als Einwechselspieler der spielentscheidende Treffer gelungen. Im direkten Duell um die Meisterschaft gegen Malmö FF am letzten Spieltag blieb er ebenso wie seine Mannschaftskameraden ohne Treffer, durch ein Strafstoßtor von Isaac Kiese Thelin zog der nach einem 1:0-Sieg nun punktgleiche Konkurrent bei um zwei Toren besserer Tordifferenz vorbei und holte den 23. Titel der Vereinsgeschichte.
Im Januar 2024 wechselte Bernhardsson nach Deutschland, wo er bei Holstein Kiel einen bis Sommer 2027 gültigen Vertrag unterzeichnete. Nachdem er seine ersten drei Einsätze in der 2. Bundesliga als Einwechselspieler bestritten hatte – bei der 3:4-Heimniederlage gegen den FC St. Pauli am 23. Februar erzielte er mit dem Tor zum Endstand in seinem zweiten Zweitligaspiel mit einem Jokertor auf Vorlage von Timo Becker seinen ersten Profitreffer in Deutschland –, etablierte er sich in der Folge unter Trainer Marcel Rapp in der Stammformation. Am vorletzten Spieltag der Spielzeit 2023/24 erreichte er mit dem Klub nach einem 1:1-Remis im direkten Duell mit dem Tabellendritten Fortuna Düsseldorf vorzeitig den erstmaligen Aufstieg in die Bundesliga in der Vereinsgeschichte. Zum Saisonstart am 24. August 2024 erzielte er bei der 2:3-Niederlage im Auswärtsspiel gegen die TSG 1899 Hoffenheim mit dem Treffer zum 1:2 in der 63. Minute sein erstes Bundesligator und zugleich das erste Bundesligator in der Vereinsgeschichte von Holstein Kiel.

## Erfolge
- Aufstieg in die Bundesliga: 2024